# Кошелев, Семён Юрьевич
Семён Юрьевич Кошелев (род. 11 января 1996, Усть-Каменогорск) — хоккеист, игрок владивостокского «Адмирала».

## Биография
Воспитанник усть-каменогорского хоккея. Первый тренер — Сергей Васильевич Старыгин. Начиная с сезона 2011/12 играл в составе «Казцинк-Торпедо-2». В 82 играх набрал 20+21 очков по системе «гол+пас» в чемпионате Казахстана.
На двух молодёжных чемпионатах мира выступал за сборную Казахстана. На чемпионате 2012 года в дивизионе 1В — U18 завоевал «серебро».
С сентября 2020 года игрок магнитогорского «Металлурга», по итогам регулярного сезона КХЛ 2021/22 стал пятым бомбардиром клуба с показателем 27 (13+14) очков, а также подписал новый контракт с зарплатой 32 миллиона рублей за сезон.
27 декабря 2023 года покинул состав «Металлурга» в ходе тройного обмена между клубами КХЛ: «Ак Барсом», «Металлургом», «Авангардом». Дамир Жафяров перешёл в «Авангард», Игорь Гераськин из «Авангарда» в «Металлург», а Кошелев из «Металлурга» в «Ак Барс».
11 июня 2025 года покинул состав Ак Барса и перешел в хоккейный клуб  Адмирал в результате обмена, казанская сторона получила символические 1000 рублей.

## Статистика
| Легенда | Легенда                    | Легенда | Легенда                   | Легенда | Легенда    |
| ------- | -------------------------- | ------- | ------------------------- | ------- | ---------- |
| И       | Количество проведённых игр | Штр     | Штрафное время            | +/−     | Плюс-минус |
| Г       | Голы                       | П       | Голевые передачи          | О       | Очки       |
| -       | Статистика неизвестна      | —       | Статистика не учитывалась |         |            |